# (3374) Namur
(3374) Namur (1980 KO) – planetoida z pasa głównego asteroid okrążająca Słońce w ciągu 5,06 lat w średniej odległości 2,95 j.a. Odkrył ją Henri Debehogne 22 maja 1980 roku.